# Szihap Nihmatulin
Szihap Nihmatullowicz Nihmatulin, ros. Шигап Нигматуллович Нигматуллин, ps. "Nihmati" (ur. 9 grudnia?/22 grudnia 1913 we wsi Rencziki Dubrowinskowo w okręgu tiumeńskim) – tatarski emigracyjny działacz narodowy i publicysta, członek Komitetu Tatarskiego podczas II wojny światowej, szef redakcji tatarsko-baszkirskiej Radia "Wolna Europa" w okresie powojennym
Pracował jako nauczyciel we wsi Rencziki Dubrowinskowo, a następnie w Swierdłowsku. W 1936 r. prawdopodobnie został aresztowany przez NKWD za antysowiecką działalność. Uwięziono go w Omsku. W październiku 1939 r. został zmobilizowany do Armii Czerwonej. Służył w stopniu podporucznika. Po ataku wojsk niemieckich na ZSRR 22 czerwca 1941 r., dostał się 4 listopada tego roku nad rzeką Wołchow do niewoli. Do października 1942 r. był osadzony w obozie jenieckim w Luckenwalde, kiedy podjął kolaborację z Niemcami. Szkolił się w szkole agentów - propagandystów w Wustrau koło Berlina. Jednocześnie uczył w niej historii narodu tatarskiego. Od stycznia 1943 r. zasiadał w Komitecie Tatarskim. Pracował w redakcji pisma "Idel-Ural". Publikował w nim swoje artykuły podpisywane pseudonimem literackim "Nihmati". W lipcu 1943 r. objął funkcję zastępcy redaktora naczelnego wydawanego przez Niemców pisma "Корреспонденция". Od września 1944 r. stał na czele redakcji Tatarów nadwołżańskich pisma "Türk Birliği". Po zakończeniu wojny zamieszkał w zachodnich Niemczech. Od 1952 r. pracował w redakcji pisma "Azat Watan". Jednocześnie zaczął pracę w redakcji tatarsko-baszkirskiej Radia "Wolna Europa", stając w latach 60. na jej czele. Sowieci kilkakrotnie podejmowali bezskuteczne próby schwytania go i wywiezienia do ZSRR.